# 한국아스텔라스제약
한국아스텔라스제약(일본어: 韓国アステラス製薬)는 1994년 대한민국의 외자계 제약 업체이다. 한국 제일약품과 일본 야마노우치 제약이 출자한 외자계 제약 업체이다.

## 같이 보기
- 제일약품
- 동아제약
- 동아ST